# بخش هریس (شهرستان اوتاوا، اوهایو)
بخش هریس (به انگلیسی: Harris Township) یک منطقهٔ مسکونی در ایالات متحده آمریکا است که در شهرستان اتاوا، اوهایو واقع شده‌است.
 بخش هریس ۷۳٫۵ کیلومتر مربع مساحت و ۳٬۰۰۹ نفر جمعیت دارد و ۱۸۶ متر بالاتر از سطح دریا واقع شده‌است.